# Wagner-Werk-Verzeichnis
Pour les articles homonymes, voir WWV (homonymie).
Le Wagner-Werk-Verzeichnis (Catalogue de l'œuvre de Wagner), abrégé en WWV, est le catalogue thématique des œuvres de Richard Wagner établi par John Deathridge, Martin Geck et Egon Voss.
Ce catalogue comprend cent treize entrées. Il référence :
- les compositions, notamment les quatorze opéras,
- des œuvres non-musicales[1]
- des projets non aboutis d'opéras[2].

Il est présenté dans l'article Liste des œuvres de Richard Wagner.

## Catalogage des quatorze opéras,

### Opéras de jeunesse
- WWV 31 : Die Hochzeit (Les Noces)
- WWV 32 : Die Feen (Les Fées)
- WWV 38 : Das Liebesverbot (La Défense d'aimer)
- WWV 49 : Rienzi

### Opéras principaux
- WWV 63 : Der fliegende Holländer (Le Vaisseau fantôme)
- WWV 70 : Tannhäuser
- WWV 75 : Lohengrin
- WWV 86 : Der Ring des Nibelungen (L'Anneau du Nibelung), dont les quatre parties sont cataloguées 86a à 86d
- WWV 90 : Tristan und Isolde (Tristan et Isolde)
- WWV 96 : Die Meistersinger von Nürnberg (Les Maîtres Chanteurs de Nuremberg)
- WWV 111 : Parsifal